# Shirley Phelps-Roper
Shirley Lynn Phelps-Roper (nacida como Shirley Lynn Phelps, 31 de octubre de 1957) es una abogada y activista política estadounidense. Es la ex-vocera de la Iglesia Bautista de Westboro de Topeka, Kansas, una organización conocida por su altamente publicitada protestas públicas homofóbicas bajo el lema ''God Hates Fags'' (''Dios odia a los maricones'').

## Primeros años
Shirley Phelps nació el 31 de octubre de 1957 en Topeka, Kansas. Es la hija  de Margie Marie (Simms) y del pastor Fred Phelps, ministro del Iglesia Bautista de Westboro, una iglesia independiente caracterizada como grupo de odio por la Liga Antidifamación y el Southern Poverty Law Center.

## Carrera
Phelps-Roper practica la abogacía para Phelps-Chartered Co., un bufete de abogados establecido por su padre en 1964, y actualmente tiene licencia para realizar su práctica en todos los tribunales del estado de Kansas, a través de la Corte Suprema de los Estados Unidos.
Además su padre, Shirley ha sido una de las voceras más activas de la Iglesia Bautista de Westboro y responde a gran parte de los correos electrónicos enviados a la iglesia en una columna llamada ''Dear Shirley'' (Querida Sirley).
Phelps-Roper y la iglesia han recibido una cobertura mediática por la agresiva predicación del grupo, y por realizar polémicas campañas como los boicots hacia funerales de víctimas del SIDA, con carteles que dicen por ejemplo "Gods hates fags" (''Dios odia a los maricones'') y procesiones fúnebres para los soldados estadounidenses que fallecieron en combate.

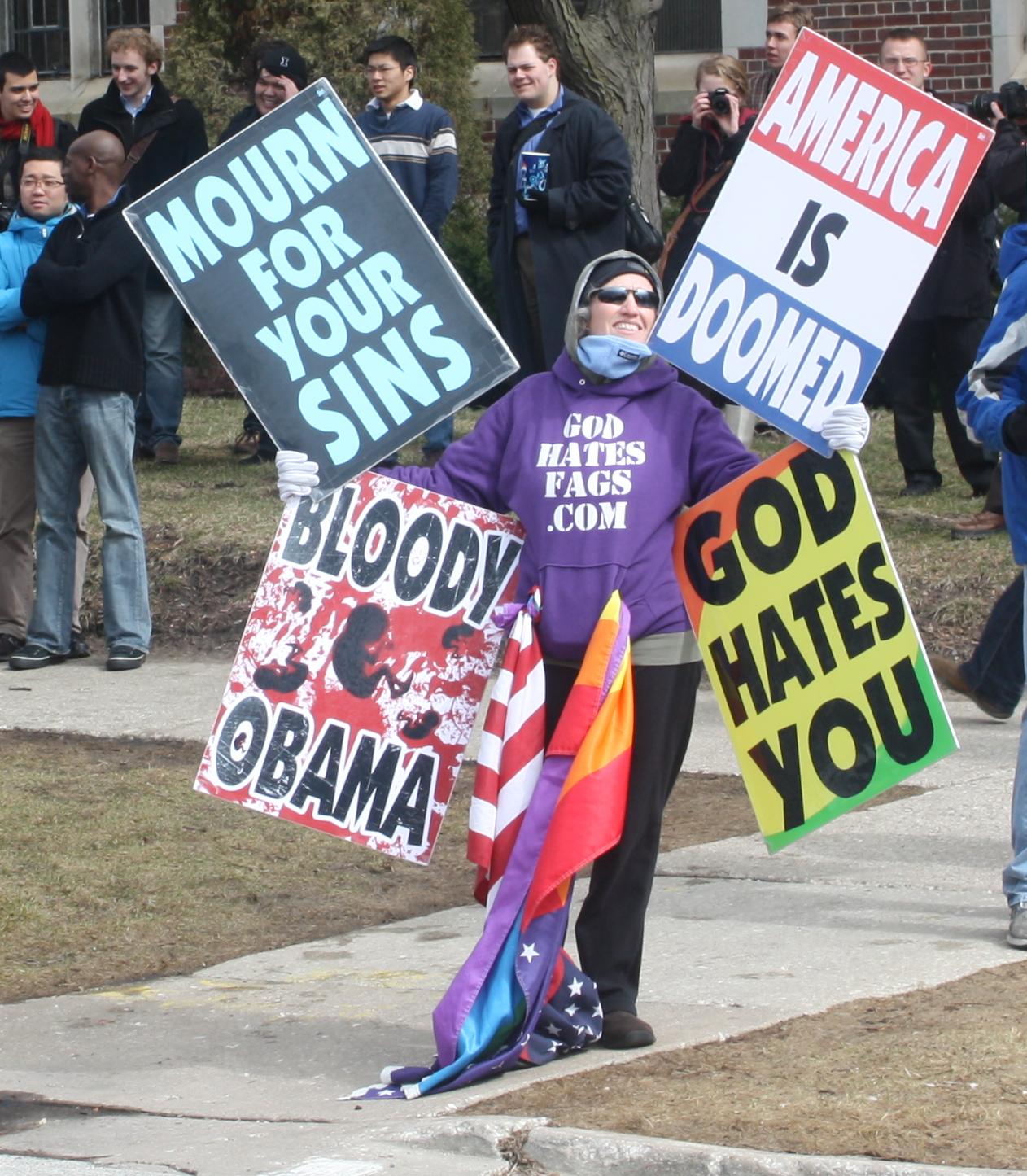
Phelps-Roper protestando en Chicago en 2009.

En 2014, se informó que las funciones de Phelps-Roper como portavoz de la Iglesia de Westboro se habían reducido, y su autoridad fue transferida a un consejo de ancianos conformado exclusivamente de hombres.

### Asuntos legales
Phelps-Roper fue arrestada el 5 de junio de 2007, bajo la sospecha de contribuir en los actos delictivos de un menor de edad. La policía afirmó que Shiley permitió que su hijo pisoteara una bandera estadounidense mientras protestaba contra el funeral de un soldado de Bellevue, Nebraska, y cuya acción es considerada como un delito de menor grado en el estado. Phelps-Roper le anunció su intención de desafiar a la constitución del estado de Nebraska. Los cargos contra suya fueron posteriormente retirados, cuando ella acordó retirar las demandas pendientes contra el condado de Sarpy en un tribunal estatal y federal.
Phelps-Roper fue nombrada acusada en el caso de Snyder vs Phelps de la Corte Suprema. Está actualmente incluida en la lista de personas que no pueden ingresar al Reino Unido, por "fomentar el extremismo y el odio".

## Vida privada
Phelps-Roper está casada com Brent D. Roper y tienen 11 hijos. Cuatro de ellos, Joshua, Megan, Grace, y Zacharias, han abandonado la iglesia y a la familia. En un documental presentado en Channel 4 en 2007, presentado por la personalidad galesa Keith Allen, Phelps-Roper dijo ante las cámaras de que su hijo mayor había nacido fuera del matrimonio. Cuándo se le preguntó si iría al infierno por sus acciones, Phelps-Roper explicó que "lo sé mejor" y que había "dejado" tal comportamiento.